# Christoph Thomas Walliser
Christoph Thomas Walliser, född 17 april 1568 i Strassburg, död 26 april 1648 i Strassburg, var en tysk musiker.

## Biografi
Christoph Thomas Walliser föddes i Strassburg. Walliser var kollega och musikdirektör vid Strasbourgs universitet och vid Vårfrukatedralen i Strasbourg. Han utgav en traktat över figuralsången (Strassburg, 1611) samt åtskilliga samlingar körer, däribland några ur Aristofanes Molnen. Han avled 1648 i Strassburg.